# Clark's Harbour
Clark's Harbour es un pueblo canadiense situado en la provincia de Nueva Escocia.

## Superficie
Clark's Harbour tiene una superficie de 2,82 km².

## Demografía
En 2021, tenía 725 habitantes, una densidad poblacional de 257,3 hab./km², y 399 viviendas.